# Vampir u Njujorku
Vampir u Njujorku je 13. epizoda strip edicije Marti Misterija. U SR Srbiji, tada u sastavu SFRJ, ova epizoda je objavljena prvi put u julu 1984. godine kao vanredno izdanje Lunov magnus stripa #13. u izdanju Dnevnika iz Novog Sada. Cena sveske bila je 60 dinara (1,55 DEM; 0,58 $). Epzioda je imala 96 strana i predstavlja deo duže epizode, koja se nastavlja u VLMS #14. Prokletstvo vampira.

## Originalna epizoda
Ova epizoda je premijerno objavljena 1. aprila 1983. u Italiji pod nazivom Un vampiro a New York za izdavačku kuću Boneli (Italija). Cena je bila 800 lira ($0,56; 1,39 DEM). Epizodu je nacrtao Franko Binjoti (poznat po stripovima o Zagoru i Timu i Dastiju), scenario je napisao Alfredo Kasteli. Naslovnu stranu nacrtao je Đankarlo Alesandrini.

## Kratak sadržaj
Trevis, koji je u poseti Martiju, zamoli ga da mu priča o vampirima. Interes za vampire nastao je navodno nakon sinoćnjeg filma o vampirima koji je gledao u bioskopu. Trevis, međutim, traga za ubicom za kojeg veruje da je vampir ali to krije od Martija. Uspeva da pronađe osobu koja liči na ubicu i na osnovu njegovog lika službenik policije uspeva da napravi veran crtež lika ubice. 
Za to vreme, vampir-ubica se skriva u hotelu na Menhetnu pod imenom Kaplan. Predstavlja se kao pisac koji se odmara danju a piše noću. Navodno zbog inspiracije izlazi u noćne šetnje u kojima ubija svoje žrtve. Policajci su dva pute uspeli da stignu na mesto događaja i pucali na njega, ali mu meci nisu mogli ništa. Kaplan ima grižu savesti zbog ubistava, te svoje žrtve ubija glogovim kolcem da i one ne bi postale vampiri.
U pokušaju da pronađe alternativni način zadovoljenja biološke potrebe za tuđom krvi, Kaplan dolazi u bolnicu sa planom da ukrade krvnu plazmu. U bolnici u koju je krišom ušao trenutno se nalazi Martijeva devojka Dijana, što u bolnicu dovodi Martija i Javu. U sukobu Kaplan uspeva da pobegne. Trevis i Marti uspevaju da pronađu Kaplanovo sklonište, ali tamo samo nalaze računar i flopi disk na kome Kaplan piše svoje priče. U međuvremenu, Kaplan je pronašao novo sklonište pod imenom Rijad.

## Marti Misterija kao posebno izdanje LMS
U prvh 12 svezaka ove vanredne edicije LMS, Marti Misterija je izlazio zajedno sa stripom Đil. Posle #12, Đil je prestao da izlazi, a Marti MIsterija je bio prvi strip, dok je posle njega štampan neki manje poznat strip. Od #13 na svakoj naslovnoj strani objavljivan je Marti Mistreija, što znači da su od VLMS #13 naslovne strane pratile originalne naslovne strane.

## Drugi strip
Umesto Đila, posle epizode Marti Misterija u ovom broju objavljena je epizoda o generalu Kasteru pod nazivom „Krik generala“ (str. 99-194).

## Reprize ove epizode
U Srbiji je ova epizoda reprizirana u knjizi #2 kolekcionarske edicije Biblioteka Marti Mistrija koju je objavio Veseli četvrtak, 30.4.2015. U Italiji je epizoda prvi put reprizirana u martu i aprilu 1990. godine u okviru edicije Tutto Martyn Mystere, dok je u Hrvatskoj prvi put reprizirana kao #9. u izdanju Libelusa 2007. pod nazivom Vampir u New Yorku. 

## Prethodna i naredna sveska vanrednog izdanja LMS
Prethodna sveska nosila je naziv Duh Teotiuakana (#12), a naredna Prokletstvo vampira (#14).